# Datentreuhänder
Ein Datentreuhänder vermittelt zwischen einer betroffenen Person, dem „Datengeber“, und dem ihre personenbezogenen Daten verarbeitenden Verantwortlichen oder „Datennutzer“, dies wird auch als Datentreuhand bezeichnet. Die rechtmäßige Verarbeitung von personenbezogenen Daten sowie ein hohes Schutzniveau sollen so sichergestellt werden. Der Datentreuhänder ersetzt die direkt identifizierenden Daten der betroffenen Person dazu meist durch ein Pseudonym. Die Daten werden so zwar nicht anonymisiert, aber die von der Datenverarbeitung ausgehenden Risiken für die betroffene Person reduziert (Datensparsamkeit).
Die Weitergabe von Daten an den Verantwortlichen nach der Pseudonymisierung durch den Datentreuhänder setzt voraus, dass der Verantwortliche keine direkt identifizierenden Daten benötigt (Need-to-know-Prinzip).
Die Dienstleistung des Datentreuhänders kann als Webservice ausgestaltet sein. Es ist zwischen so genannten Datensilo-Modellen, welche die Datensätze bei sich sammeln, und einer transaktionsbasierten Datentreuhand zu unterscheiden. Wenn ein Datentreuhänder zwischen zwei Verantwortlichen vermittelt, die die jeweils von ihnen gehaltenen personenbezogenen Daten einander nicht direkt offenlegen wollen oder können, spricht man von einem Data Clean Room (Datenreinraum).
Innerhalb der Europäischen Union unterliegen als „Datenvermittlungsdienste“ bezeichnete Datentreuhänder einer Pflicht zur staatlichen Registrierung nach dem Daten-Governance-Rechtsakt.

## Beispiele
- Personal Information Management System (PIMS): PIMS sind technische Hilfsmittel, die helfen können, Datenverarbeitungen besser durch die Nutzerinnen und Nutzer kontrollieren zu können (z. B. die Dokumentation von Werbe-Einwilligungen beim Besuchen von Webseiten)[5]
- Forschungsdatenzentrum
- Datengenossenschaft
- Datenaltruistische Organisation: Organisationen im Sinne des DGA, die Transparenzanforderungen erfüllen und spezifische Garantien zum Schutz der Rechte und Interessen von Bürgerinnen und Bürgern und Unternehmen bieten, die ihre Daten teilen.[6]

### Medizinsektor
- Datentreuhandstelle: Bei Patientendaten, welche für die medizinische Forschung verarbeitet werden, werden zum Schutz der Persönlichkeitsrechte der Patienten die Identitäten durch ein Pseudonym ersetzt. Diese Pseudonyme können von den Datentreuhändern verwaltet werden.[7][8][9][10]
- Datenintegrationszentrum: Eine zentrale Einrichtung, die Daten von verschiedenen Datengebern im Bereich Medizin (z. B. von Datentreuhandstellen) sammelt, zusammenführt und für Forschungszwecke aufbereitet.[11]